# Nicola Reale
Nicola Reale (Napoli, 5 febbraio 1901 – Roma, 11 agosto 1980) è stato un magistrato italiano.
Nicola Reale nacque a Napoli il 5 febbraio 1901 e studiò presso l'Istituto dei Salesiani di Caserta. Si laureò giovanissimo in giurisprudenza presso l'Università di Napoli. 
Vincitore, tra i primissimi del concorso nel luglio 1922, percorse, nei successivi 55 anni, tutti i gradi della magistratura italiana divenendo Pretore, giudice di Tribunale, Consigliere di Appello, Consigliere di Corte di Cassazione, Sostituto Procuratore generale presso la Corte di Cassazione, Procuratore Capo della Repubblica presso il Tribunale di Napoli, Presidente di Sezione presso la Corte di Cassazione, poi Avvocato Generale, Presidente del Tribunale Superiore delle acque pubbliche, infine Procuratore generale della Repubblica presso la Corte di Cassazione, dando sempre prova della più rigorosa indipendenza. 
Una menzione particolare merita l’incarico che rivestì dal 1958 al 1960 presso il Ministero di Grazia e Giustizia come Direttore generale degli Istituti di Prevenzione e Pena, durante il quale propugnò e realizzò importanti riforme nel campo dell'edilizia penitenziaria, dell'organizzazione della vita carceraria e del trattamento dei condannati. In quel periodo visitò istituti e carceri e affrontò problemi di ogni specie. Criminologo esperto, profondo conoscitore delle passioni umane, capace di conciliare le esigenze della difesa sociale con quelle della pietas cristiana e del rispetto dovuto ad ogni persona, lavorò ad un progetto di riforma carceraria, che, se tradotto in legge, avrebbe prodotto significativi miglioramenti nel sistema penitenziario.
I problemi del diritto penale e della criminologia sono stati, infatti, studiati da Nicola Reale nella sua attività di presidente della Sezione Criminologica del Centro di Difesa Sociale, di corrispondente del Governo italiano presso l'ONU, di componente di commissioni per la riforma del codice penale.
Durante l'ultimo conflitto mondiale prestò servizio presso i tribunali di guerra, raggiungendo il grado di tenente colonnello. Era decorato di croce al merito di guerra e di medaglia d'oro al merito della redenzione sociale. 
Divenne giudice Costituzionale nel 1968. 
Scaduto dal mandato di giudice costituzionale nel luglio del 1977 fu prorogato nella carica per garantire la prosecuzione del processo Lockheed, fino al 2 agosto 1979. Con siffatto patrimonio di studio e di appassionato servizio del magistero giudicante, il giudice Reale recò alla interpretazione della Corte Costituzionale un contributo illuminante, estraendone i principi, conciliandone alcune apparenti antinomie, togliendo ogni astrattezza e rendendo operante la giustizia costituzionale. 
Il suo insegnamento scritto in varie sentenze e il suo esempio morale sono stati presenti nell'opera della corte anche quando egli ne è stato lontano.
Sposato con Pia Feroce, ottenne la cittadinanza onoraria di Formicola, paese natale della moglie, in virtù dei numerosi servigi, preziosissimi - tra cui la creazione dell'acquedotto -, resi alla popolazione, oltre alla disponibilità sempre mostrata nel consigliare e guidare quanti a lui si rivolsero.
Si ricorda il saluto col quale l'Onorevole Paolo Rossi, Presidente della Corte Costituzionale, nella udienza del 15 luglio 1977 si accomiatò dal giudice Dr. Reale: « È questa l'ultima udienza della Corte nella sua composizione ordinaria cui partecipa l'insigne amico Nicola Reale. 
Difficile concepire una incarnazione più completa e più perfetta dell'ottimo giudice di quella che ci offre Nicola Reale, nella cui persona si assommano in armonioso equilibrio la cultura giuridica vasta e approfondita, l'esperienza giudiziaria, il senso dello Stato (inteso come garante della libertà di tutti), l'intima comprensione della natura umana». 
È morto a Roma l’11 agosto 1980.